# Pandora cistula
Pandora cistula is een tweekleppigensoort uit de familie van de Pandoridae. De wetenschappelijke naam van de soort is voor het eerst geldig gepubliceerd in 1850 door Gould.